# Maurice Dumolin
Maurice Dumolin est un polytechnicien, officier d'artillerie, érudit et historien de Paris, né à Delle le 7 juin 1868, et mort à Paris le 10 décembre 1935.

## Biographie
Il a été élève de l'École polytechnique d'où il est sorti officier d'artillerie. Il est ensuite désigné pour suivre le cours d'instruction de l'École de cavalerie de Saumur. Quelques années plus tard, il a quitté l'armée pour l'industrie et administrer d'importantes affaires de métallurgie et de papeterie.
Au début de la Première Guerre mondiale, il a repris du service dans l'armée comme capitaine en participant aux combats en Belgique, à Verdun, au fort de Tavannes et à la reprise du fort de Douaumont. Il a terminé lieutenant-colonel. Après la guerre, il est retourné à la vie civile.
Sa curiosité scientifique l'a entraîné vers l'histoire, l'archéologie et les arts. Il passait le matin dans ses bureaux pour ses affaires et les réunions des conseils. L'après-midi, il était aux Archives nationales ou aux bibliothèques où il étudiait des dossiers. Il s'est particulièrement intéressé à l'histoire de Paris, à l'architecture parisienne des XVIe, XVIIe et XVIIIe siècles. Il a publié de nombreux articles.
Il a été membre de plusieurs sociétés savantes :
- Commission du Vieux Paris
- La Cité - Société historique et archéologique des IIIe, IVe, XIe et XIIe arrondissements de Paris,
- Société d'émulation du Jura,
- Société de l'histoire de Paris et de l'Île-de-France,
- Société française d'archéologie,
- Société historique d'Auteuil et de Passy,
- Société historique du VIe arrondissement de Paris,
- Société historique et archéologique des VIIIe et XVIIe arrondissements de Paris.

## Publications
- Précis d'histoire militaire. Révolution et Empire, Henry Barrère éditeur, Paris 1901, Fascicule 1, « Introduction. Les XVIIe et XVIIIe siècles. Campagne de 1792 », 1902, Fascicule 2, « Campagne de 1793 », 1902, Fascicule 3, « Campagne de 1794-1795 », 1903, Fascicules 4 & 5, « Campagne de 1797 », 1904, Fascicule 6, « Campagnes de 1798 et 1799 », 1906, Fascicules 7 & 8, « Campagnes de 1800 en Allemagne et en Italie », Fascicules 9-10, « Campagne de 1805 », 1913, Fascicule 15, « Campagne de 1809 »
- avec le marquis de Rochegude, Guide pratique a travers le vieux Paris, Librairie ancienne Edouard Champion, Paris, 1923
- « L'hôtel du président Perrault », dans Bulletin de la Société de l'histoire de Paris et de l'Île-de-France, 1928, p. 26-38 (lire en ligne)
- « La maison mortuaire de Pascal », dans Bulletin de la Société de l'histoire de Paris et de l'Ile-de-France, 1928, p. 73-76 (lire en ligne)
- Études de topographie parisienne, Paris, 3 tomes, 1929-1931 (A. Blanchet, Compte-rendu du tome 1, dans Bulletin de la Société de l'histoire de Paris et de l'Île-de-France, 1930, p. 23)
- « La maison mortuaire de Coligny », dans Bulletin de la Société de l'histoire de Paris et de l'Île-de-France, 1929, p. 22-36 (lire en ligne)
- « Claude Chahu, seigneur de Passy », dans Bulletin de la Société de l'histoire de Paris et de l'Ile-de-France, 58e année, 1931, p. 11-39 (lire en ligne)
- « Les origines de la Culture-l'Évêque », dans Bulletin de la Société de l'histoire de Paris et de l'Ile-de-France, 58e année, 1931, p. 112-39 (lire en ligne)
- « Notes sur l'abbaye de Montmartre », dans Bulletin de la Société de l'histoire de Paris et de l'Ile-de-France, 58e année, 1931 p. 145-238, p. 244-325
- Le château d'Oiron, Petites Monographies des grands édifices de la France, Henri Laurens éditeur, Paris, 1931
- Le château de Bussy-Rabutin, Petites Monographies des grands édifices de la France, Henri Laurens éditeur, Paris, 1933
- « L'abbaye Saint-Jean de Sorde (Landes) », dans Bulletin monumental, 1935, tome 94, no 1, p. 5-28 (lire en ligne)

## Distinctions

### Décorations
- Officier de la Légion d'honneur
- Croix de guerre 1914–1918.

### Récompense
- 1927 : prix Jean-Jacques-Berger de l'Institut de France sur proposition de l'Académie française pour son Guide pratique à travers le vieux Paris. (en collaboration avec Félix de Rochegude)